# Nicolás Bertolo
Nicolás Santiago Bertolo, född 25 juli 1986 i Córdoba, Argentina, är en argentinsk fotbollsspelare (mittfältare) som sedan 2012 spelar för den mexikanska klubben Cruz Azul och argentinska fotbollslandslaget.